# Varšavský maraton
Varšavský maraton je každoroční maratonský závod v hlavním městě Polska Varšavě, který se obvykle koná v září. Tento závod se poprvé uskutečnil 30. září 1979 pod názvem Maraton Pokoju. Pozdější měření však ukázalo, že trasa tohoto závodu byla nejméně o 500 m kratší, než je obvyklá délka maratonu. Od počátku 90. let se závod konal pod názvem Maraton Warszawski a procházel určitou krizí. Trasa maratonu se mnohokrát měnila. Od roku 2005 je tento maraton součástí akce Warszawski Festival Biegowy.

## Traťové rekordy

### Muži:
- 2011 –  John Kibet (KEN) 2:08:17

### Ženský rekord
- 2022 –  Demissie Ayantu (ETH) 2:28:35